# KoiKoi Nelligan
KoiKoi Nelligan (Estados Unidos, 2 de noviembre de 1999) es un jugador profesional estadounidense de rugby que se desempeña en la posición de hooker en Old Glory DC, equipo perteneciente a la liga Major League Rugby.

## Carrera
En 2022, Nelligan se unió al equipo Old Glory DC, con el cual disputa su segunda temporada en la Major League Rugby. También fue parte de la segunda selección de rugby estadounidense, USA Select XV.